# Bernard I. Bádenský
Bernard I. Bádenský (1364 – 5. duben 1431, Baden) byl v letech 1391 - 1431 bádenským markrabětem.

## Život
Byl nejstarším synem Rudolfa VI. Bádenského a Matyldy ze Sponheimu. On a jeho bratr Rudolf VII. uzavřeli v roce 1380 smlouvu, podle které mohlo být markrabství rozděleno pouze mezi mužské potomky po dobu dvou generací. Rudolf VII. poté obdržel jižní oblasti od Ettlingenu přes Rastatt až po Baden-Baden, sám Bernard si ponechal oblasti kolem Durlachu a Pforzheimu.
Rodinné sídlo měl v Hohenbadenu vysoko nad lázeňským městem Badenem. Za jeho vlády byl hrad rozšířen. 25. července 1415 koupil Hachberg, Höhingen, Ober-Usenberg a město Sulzburg v Horním Badenu za 80 000 rýnských zlatých od Oty II., posledního markraběte stejnojmenné boční linie. Během té doby měl mnohé spory s městy Štrasburk, Špýr a s králem Ruprechtem.

## Rodina a potomci
22. června 1368 byl Bernard zasnouben s Markétou, jedinou dcerou a dědičkou hraběte Rudolfa III. z Hohenbergu. Svatba se konala o šestnáct let později, 1. září 1384. Neměli spolu žádné děti a nakonec se roku 1391 rozvedli.
15. září 1397 byl Bernardovi udělen papežský dispens pro jeho budoucí sňatek s Annou, dcerou hraběte Ludvíka XI. Oettingenského. Byli totiž spojeni zakázaným 4. stupněm příbuzenství. Svatba se konala 27. března 1398. Měli spolu deset dětí:
1. Anna (1399–1421)
2. Beatrix (1400–1452)
3. Matylda (1401–1402)
4. Markéta (1404–1442)
5. Jakub Bádenský (1407–1453), markrabě bádenský, ⚭ 1418 Kateřina Lotrinská (1407–1439)
6. Anežka Bádenská (1408–1473), ⚭ 1432 Gerhard VII. Holštýnsko-Rendsburský (1404–1433)
7. Uršula (1409–1429)
8. Bernard (1412–1424)
9. Brigita (1416–1441)
10. Rudolf (1417–1424)

Měl také dva nemanželské potomky:
- Bernard
- Anna